# Глибочок (Гайсинський район)
Глибочо́к — село в Україні, у Тростянецькій селищній громаді Гайсинського району Вінницької області. Населення становить 514 осіб.

## Коротка історична довідка
До 2020 року до складу Глибочанської сільської ради входили села Глибочок, Скибинці та селище Глибочанське. Землі Глибочанської сільської ради розташовані в східній частині колишнього Тростянецького району на віддалі 14 км від смт. Тростянець.
Транспортний зв'язок з райцентром проводиться по автошляху з твердим покриттям.
Назва с. Глибочок походить від великих кам'яних глиб, що нависли над лівим берегом Південного Бугу.
Є відомості, що в с. Глибочок був спиртовий завод, великі млини, вовнопереробні верстати.
До 1862 року Глибочок був районним центром.
До складу Глибочанської сільської ради входить і село Скибинці. Назва його походить від скель, які виступають горизонтальними пластами (скибами). Ще в 15 столітті на цьому місці де зараз село Скибинці було місто Красне поле.
Турки зруйнували місто, а залишився турецький місток. Скибинці було зруйновано в 1830 році, за наказом царя, за участь поміщика у польському повстанні. Населення села вислано в Бесарабію, будівлі знищили і місце переорали в поле. Після реформи 1861 року населення повернулося в село. До 1917 року село вважалося воєнним поселенням і підлеглим Київському військовому округу. В селі народився Гутянський Веніамін Іонович — український радянський поет.
12 червня 2020 року, відповідно розпорядження Кабінету Міністрів України № 707-р «Про визначення адміністративних центрів та затвердження територій територіальних громад Вінницької області», село увійшло до складу Тростянецької селищної громади.
19 липня 2020 року, в результаті адміністративно-територіальної реформи і ліквідації Тростянецького району, село увійшло до складу Гайсинського району.

## Населення

### Мова
Розподіл населення за рідною мовою за даними перепису 2001 року:
| Мова       | Кількість | Відсоток |
| ---------- | --------- | -------- |
| українська | 849       | 99.65%   |
| російська  | 3         | 0.35%    |
| Усього     | 852       | 100%     |

## Галерея

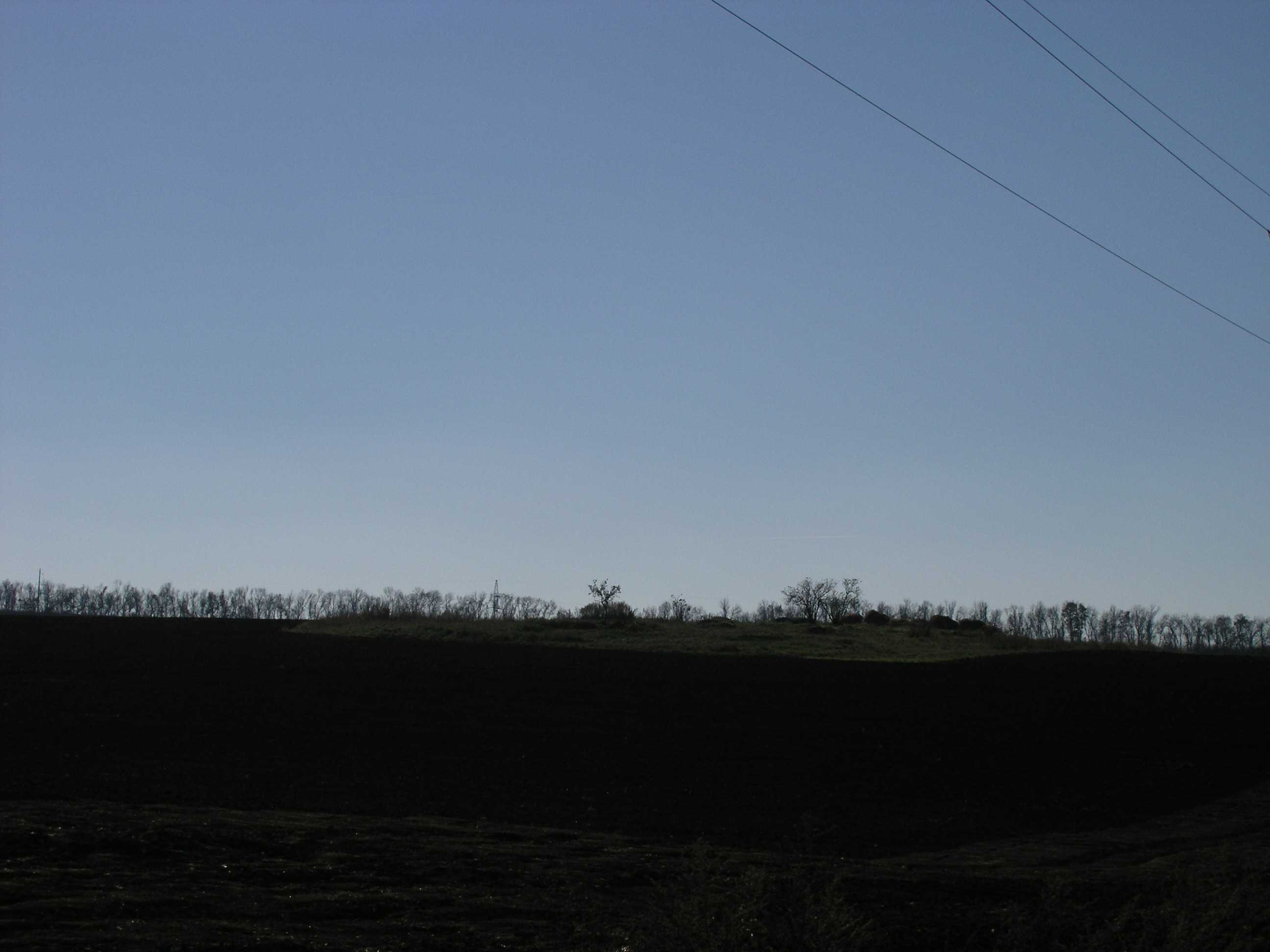
Кургани